# (6564) Asher
(6564) Asher  es un asteroide que cruza la órbita de Marte, descubierto el 25 de enero de 1992 por Robert H. McNaught desde el Observatorio de Siding Spring, en Australia.

## Designación y nombre
Asher se designó inicialmente como 1992 BB.
Más adelante fue nombrado en honor al astrónomo británico David J. Asher (n. 1966).

## Características orbitales
Asher orbita a una distancia media del Sol de 1,8818 ua, pudiendo acercarse hasta 1,3812 ua y alejarse hasta 2,3825 ua. Tiene una excentricidad de 0,2660 y una inclinación orbital de 45,2991° grados. Emplea en completar una órbita alrededor del Sol 942 días.

## Características físicas
Su magnitud absoluta es 16,1.